# Pachycondyla striatinodis
Pachycondyla striatinodis är en myrart som beskrevs av Carlo Emery 1890. Pachycondyla striatinodis ingår i släktet Pachycondyla och familjen myror.

## Underarter
Arten delas in i följande underarter:
- P. s. rugosinodis
- P. s. striatinodis